# Colombier, Allier
Colombier là một xã ở tỉnh Allier thuộc miền trung nước Pháp.